# Phạm Quý Tiêu
Phạm Quý Tiêu (17 tháng 6 năm 1957 – 14 tháng 2 năm 2016) là một cựu chính khách Việt Nam. Ông từng là Ủy viên Ban cán sự Đảng, Thứ trưởng Bộ Giao thông Vận tải từ năm 2009 đến năm 2016.

## Tiểu sử và sự nghiệp
Phạm Quý Tiêu sinh ngày 17 tháng 6 năm 1957, quê quán thôn Đông, xã Hồng Việt, huyện Đông Hưng, tỉnh Thái Bình;
Tháng 4/1975, ông xung phong nhập ngũ, là chiến sĩ Trung đoàn 927, sư đoàn 371, Quân chủng Không quân (nay là Quân chủng Phòng không - Không quân);
Thập niên 1990, khi ngành Hàng không dân dụng Việt Nam chuyển ngành tại chỗ, ông chuyển ngành với quân hàm Đại úy. Sau khi tốt nghiệp hạng ưu Trường Hàng không Liên Xô (cũ) về nước, ông được phân công làm đội phó, đội trưởng đội vé máy bay, phó phòng vận chuyển Sân bay quốc tế Nội Bài (tháng 9/1990); Giám đốc Xí nghiệp Thương mại mặt đất Nội Bài (tháng 6/1993).
Ngày 14/1/1999, ông được Thủ tướng Chính phủ bổ nhiệm giữ chức Tổng giám đốc Cụm Cảng Hàng không Miền Bắc; Phó Cục trưởng Cục Hàng không kiêm Tổng Giám đốc Cụm cảng hàng không miền Bắc (tháng 10/2004); Cục trưởng Cục Hàng không Dân dụng Việt Nam (tháng 6/2007);
Ngày 24/3/2009, Thủ tướng đã ký Quyết định số 386/QĐ-TTg, bổ nhiệm có thời hạn ông Phạm Quý Tiêu, giữ chức Thứ trưởng Bộ Giao thông Vận tải.
Ngày 10/3/2014, trong vai trò Thứ trưởng Bộ Giao thông Vận tải, ông dẫn đầu đoàn công tác của Bộ Giao thông Vận tải vào Phú Quốc. Mục đích nhằm thành lập Sở chỉ huy tiền phương cứu hộ cứu nạn máy bay Malaysia mang số hiệu MH370 và chuẩn bị các phương án phục vụ công tác điều tra tai nạn.
Ngày 19/3/2014, Thủ tướng Nguyễn Tấn Dũng đã ký Quyết định 399/QĐ-TTg về việc bổ nhiệm lại ông Phạm Quý Tiêu giữ chức Thứ trưởng Bộ Giao thông Vận tải..
Trước khi qua đời ông Phạm Quý Tiêu đã đảm nhiệm các chức vụ là Bí thư Đảng ủy Bộ Giao thông, Ủy viên Ban cán sự Đảng, Bí thư Đảng ủy Bộ Giao thông, Thứ trưởng Bộ Giao thông Vận tải, phụ trách lĩnh vực hàng không; Phó chủ tịch Ủy ban Quốc gia Tìm kiếm cứu nạn; Phó chủ tịch Ủy ban An ninh hàng không dân dụng Quốc gia.
Ông mất ngày 14 tháng 02 năm 2016 (tức ngày 7 tháng 1 năm Bính Thân).

## Nhận định
| “                                                       | Với 59 tuổi đời, 36 năm tuổi Đảng và hơn 40 năm cống hiến phục vụ Tổ quốc, với tinh thần và phẩm chất của một người cán bộ đảng viên, đồng chí Phạm Quý Tiêu đã không ngừng phấn đấu, học tập, rèn luyện để trở thành một cán bộ có trình độ học vấn, có bản lĩnh chính trị và năng lực công tác tốt. Dù ở bất kỳ cương vị công tác nào, đồng chí cũng luôn giữ phẩm chất của anh bộ đội Cụ Hồ, mang hết nhiệt huyết, trí tuệ của mình để đóng góp cho sự nghiệp phát triển ngành Giao thông Vận tải. | ” |
| — Nguyễn Hồng Trường – Thứ trưởng Bộ Giao thông Vận tải | |   |

## Khen thưởng
Phạm Quý Tiêu đã được Đảng và Nhà nước Việt Nam trao tặng:
- Huân chương chống Mỹ cứu nước hạng Ba;
- Huân chương chiến sĩ Vẻ vang hạng Nhì;
- Huân chương Lao động hạng Ba,
- Huy hiệu 30 năm tuổi Đảng.[11]